# Ботулизъм
Ботулизъм е рядко срещано заболяване, дължащо се на токсико-инфекция, възникнала от действието на ботулиновия токсин, който действа върху нервните клетки и предизвиква паралитичен ефект. Произвежда се от бактериите Clostridium botulinum.

## Форми на ботулизма
Механизмите за попадане на ботулиновия токсин в организма са основно три. На тази база се дефинират трите форми на ботулизма:

### Хранителен ботулизъм
Дължи се на приемане на ботулиновия токсин с храната. Тази форма е най-често срещаната в по-слабо развитите държави.
Токсинът обикновено попада в храната в резултат на заразяването ѝ с Clostridium botulinum – например ако продуктите не са достатъчно добре измити (бактерията се съдържа в големи количества в почвата). Необходим е строг контрол над стерилизационния процес на търговски консерви, а в домашни условия - адекватна термична обработка! При термична обработка при 100 градуса за 10 минути токсинът се инактивира, тъй като е термолабилен. Издутите консерви са съмнителни и не трябва да се пробват.
Класическата форма на ботулизъм се описва при консумиране на консерви или салами, които наглед имат добър външен вид (бактерията е била убита, преди да се размножи много и да увреди вида на продукта, но устойчивият ботулинов токсин е останал).

### Раневи ботулизъм
Дължи се на инфектиране на рана с бактериите Clostridium botulinum, които се размножават в раната и отделят токсина си в нея. Това е най-често срещаната форма в развитите държави, където се следи за добра хигиена при приготвянето на храната.
Обикновено човешкият имунитет се справя добре с тази бактерия и я убива рано или предотвратява размножаването ѝ до количества, при които отделеният от нея токсин не е опасен. Затова раневият ботулизъм се среща най-вече при хора с тежко увредена имунна система или организъм, много отслабен поради друго заболяване.

### Гастро-интестинален ботулизъм (ботулизъм на пеленачетата)
Дължи се на приемане на спорите на бактерия. В храносмилателния тракт тези спори могат да прераснат в бактерии и да отделят там токсина си. Този механизъм може да забави появата на симптомите.
Заболяването се среща основно при деца под 1-годишна възраст, по-рядко при хора с понижена стомашна киселинност или операции на стомаха, които отстраняват по-голямата част от него. Сред възможните причини се предполагат ниската киселинност на стомашната среда, като при деца до 1-годишна възраст pH на стомашния сок не е по-ниско от 5 по време на хранене, а при възрастни е около 2 (Неутралното pH е 7, като стойности под 7 показват кисела реакция, а стойности над 7 – алкална). Поради ниската киселинност на стомашния сок при кърмачета (деца до 1-годишна възраст) постъпилите с храната спори на причинителя на ботулизма не могат да бъдат унищожени, а се превръщат в живи организми, които отделят силен екзотоксин, причинител на смъртоносното заболяване. Друга причина за по-лесното развитие на ботулизъм при кърмачета е липсата на достатъчно друга бактериална флора, която на конкурентна основа, както и поради блокиране на рецепторите на епитела на стомашно-чревния тракт, за които клостридиите се захващат, да не му позволи да се развие. Тази особеност на стомашно-чревния тракт на децата е съществена причина да се препоръчва да не се дава натурален пчелен мед на деца под едногодишна възраст. По данни на някои автори  Архив на оригинала от 2009-11-28 в Wayback Machine. на кърмачета може да се дава технологично преработен пчелен мед, който е бил загряван при температури около 120 градуса за няколко часа. Това не е правилно, тъй като при свръхмерно загряване на меда винаги се образува ХМФ (хидроксиметилфурфурол) – канцерогенно вещество. Рискът от заболяване на кърмачета от ботулизъм, в случай че им се дава мед, е твърде висок и не може да се пренебрегне. Според някои автори в 10% от меда се намират спори на Clostridium botulinum. . Лечението е възможно, но е проблемно и смъртните изходи към 2010 г. в САЩ са в 8% от случаите. При кърмачета този процент е по-висок. При излекуваните години наред след това се наблюдават здравословни проблеми, свързани най-вече с дихателната система.

## Симптоми

### Общи симптоми
Инкубационният период може да варира между 6 часа и 10 дни, макар че най-често той бива от 12 до 36 часа. В началото оплакванията са от страна на стомашно-чревния тракт – гадене, повръщане, диария. Налице са отпадналост, лесна уморяемост, главоболие, намален мускулен тонус, отслабени сухожилни рефлекси. Температурата не е повишена. С прогресиране на заболяването се появяват неврологични нарушения, поради засягане на черепно-мозъчните нерви – двойно виждане (диплопия), фотофобия, разширяване на зениците, нистагъм, страбизъм, диспнея (затруднено дишане), неподвижност на мекото небце, дисфагия (затруднено преглъщане), пресипване на гласа, понякога до пълната му загуба (афония), липсва на гълтателен рефлекс. В следващите дни се развиват парези или парализи на мускулатурите на врата и горните крайници, мускулите на коремната стена и междуребрените мускули. В тежки случаи се развива цианоза. Заболяването най-често продължава между 10 и 20 дни.

### Специфични симптоми

#### Хранителен и раневи ботулизъм
Симптомите обикновено включват сухота в устата, затруднено преглъщане, завален до трудно разбираем говор, слабост на мускулите, двойно виждане, повръщане, понякога диария. В по-тежките случаи може да се наблюдава паралитичен илеус с тежък запек и дори пълна парализа. Токсинът засяга и дихателните мускули и може да доведе до смърт вследствие спиране на дишането. Всички тези симптоми се дължат на паралитичното действие на ботулиновия токсин; самата бактерия Clostridium botulinum не причинява особени вреди пряко.

#### Гастро-интестинален ботулизъм
Първият симптом обикновено е запек, последван от обща слабост, затруднено движение на главата и затруднено хранене (т.нар. синдром на отпуснатото бебе). Крайният изход може да бъде смърт, ако детето не бъде поставено на командно дишане.

## Диагноза
Диагнозата е комплексна. Поставя се въз основа на епидемиологични данни:
- консумации на храна със съмнителен произход – домашно приготвени консерви, колбаси, шунка и риба;
- типична неврологична симптоматика – вели парализи, диплопия (двойно виждане), повръщане и диария;
- микробиологични изследвания на кръв, фекалии и повърнато стомашно съдържимо.

### Диференциална диагноза
Ботулизмът трябва да се разграничи от следните състояния:
- Симдром на Гилен-Баре – при него се наблюдава промяна в сетивността, която не е характерна за ботулизма.
- Миастения гравис – при нея парализата е асиметрична, за разлика от ботулизма, където тя е симетрична.
- Отравяне с атропин – при него е характерно нарушение в съзнанието – това не е характерно за ботулизма.

## Лечение
Болният трябва да бъде откаран със Спешна помощ в болнично заведение за хоспитализация, където се прави промивка на стомаха и очистителна клизма. Може да бъде даден активен въглен. Провежда се лечение с противоботулинов конски серум. За да се избегне анафилактичен шок поради животинския произход на серума, се прилага по специален начин през 6 или 12 часа. Прилагат се антибиотици. При дихателна парализа болният се поставя на командно дишане.

## Прогноза
Ботулинусовото отравяне е изключително опасно и много лесно води до смърт. Затова при съмнение за отравяне с ботулинов токсин задължително се търси спешна медицинска помощ. Смъртността при болестта е около 10%, въпреки че процентът може да се увеличи в зависимост от количеството погълнат токсин, общото здраве на пациента и навременната и адекватна медицинска помощ. След преболедуване не се образува траен имунитет.